# Campaign for Nuclear Disarmament

CND-Logo

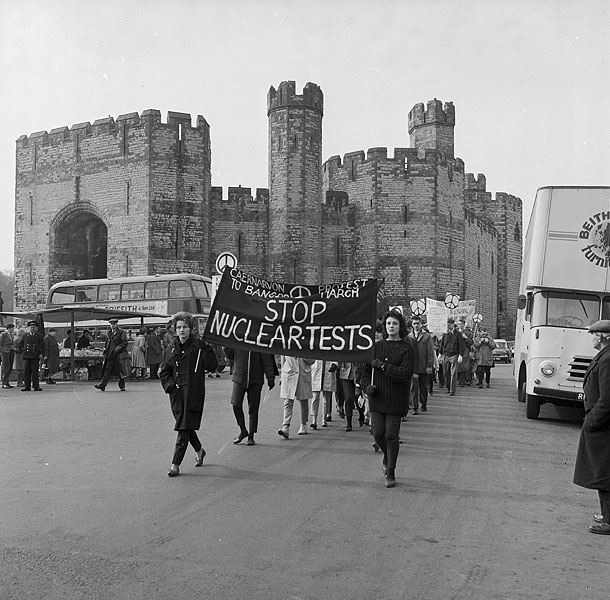
"Ban the Bomb"-Marsch in Wales, 1962

Die Campaign for Nuclear Disarmament (Abkürzung: CND; engl. „Kampagne für nukleare Abrüstung“) stand an der Spitze der Friedensbewegung im Vereinigten Königreich und erhebt den Anspruch darauf, Europas größte „Nur-Friedensbewegung“ zu sein.

## Geschichte
Die Kampagne entstand, als im November 1957 Gegner der fortschreitenden atomaren Aufrüstung ein Komitee zur Koordinierung des Widerstandes bildeten und zu einer öffentlichen Versammlung im Februar 1958 in London aufriefen. Dabei wurde beschlossen, eine Kampagne zur Abschaffung der Kernwaffen auszurufen. Ihr erster Vorsitzender war der anglikanische Kanoniker John Collins (1905–1982), ihr erster Präsident der Mathematiker und Philosoph Bertrand Russell. Die Kampagne verlangte die nukleare Abrüstung aller Staaten und im ersten Schritt eine Ende der weiteren nuklearen Aufrüstung durch einen Atomwaffensperrvertrag.

### Der erste Ostermarsch
Nur zwei Monate nach der Gründung der Kampagne machten sich 700 Mitglieder und Unterstützer der Campaign for Nuclear Disarmament und des Direct Action Committee Against Nuclear War vom Karfreitag bis zum Ostermontag (4. bis 7. April 1958) unter dem Leitwort „Ban the bomb“ (Verbannt die Bombe) zu Fuß vom Trafalgar Square in London zum 83 Kilometer entfernten Aldermaston in Berkshire auf, dem Ort des Forschungszentrums Atomic Weapons Research Establishment (AWRE), heute Atomic Weapons Establishment (AWE). Bis zur Schlusskundgebung in Aldermaston war die Teilnehmerzahl auf 10.000 gewachsen. Dieser Marsch 1958 wurde zum Vorbild für die Ostermärsche in zahlreichen westeuropäischen Ländern, 1960 erstmals in Westdeutschland. Bis heute findet alljährlich zu Ostern der Aldermaston March vom Trafalgar Square zum Atomic Weapons Establishment bei Aldermaston statt.

### Friedenssymbol der Kampagne
Das Namenslogo, das zum verbreiteten Friedenssymbol wurde, entwarf der Grafiker Gerald Holtom. Er stellte es am 21. Februar 1958 in den Redaktionsräumen der Zeitschrift Peace News dem Direct Action Committee Against Nuclear War vor, das beschloss, es zum Symbol des bevorstehenden Aldermaston March zu machen. Das grafische Element im Kreis stellt – so erläuterte es Holtom – eine Synthese aus den Zeichen des internationalen Winkeralphabets für die Buchstaben N und D dar.

### 1980er Jahre
Das Jahrzehnt der größten Wirksamkeit waren die 1980er Jahre, die Zeit der „Neuen Friedensbewegung“ als Reaktion auf den NATO-Doppelbeschluss am 12. Dezember 1979 und den Einmarsch der Sowjetunion in Afghanistan am 25. Dezember 1979. Maßgeblich geprägt wurde die Kampagne in dieser Zeit von Monsignore Bruce Kent (geb. 1929), einem katholischen Priester und ehemaligen Offizier der Panzertruppen, der von 1977 bis 1979 und von 1987 bis 1990 ihr gewählter Vorsitzender war und von 1980 bis 1985 deren Generalsekretär. Seine Parteinahme in rüstungs- und friedenspolitischen Fragen missfiel der Regierung von Margaret Thatcher und manchen Katholiken. Doch sein Erzbischof, Kardinal Basil Hume, hielt ihm den Rücken frei und erinnerte ihn zugleich daran, dass aufgrund der kirchenrechtlichen Bestimmungen (Can. 285 §3 CIC) ein Priester sich politische Zurückhaltung auferlegen muss. Um sich uneingeschränkt politisch äußern zu können, legte Kent 1987 sein Priesteramt nieder.
Vorsitzender der Kampagne ist seit 2010 Dave Webb, als Nachfolger von Kate Hudson.

## Ziele
Schon nach wenigen Jahren weitete die Kampagne ihr Engagement über ihr namensgebendes Ursprungsanliegen (den Kampf gegen die atomare Bewaffnung) hinaus aus, nämlich auf den Kampf gegen die Entwicklung, die Herstellung und die Drohung mit der Verwendung atomarer, biologischer oder chemischer Waffen (ABC-Waffen). Heute wendet sie sich auch gegen den Bau neuer Atomkraftwerke im Vereinigten Königreich.